# Tom Wolfe
Pour les articles homonymes, voir Wolfe.
Œuvres principales
- Acid test
- L'Étoffe des héros
- Le Bûcher des vanités
- Un homme, un vrai

Thomas Kennerly Wolfe, dit Tom Wolfe, né le 2 mars 1930 à Richmond en Virginie et mort le 14 mai 2018 à Manhattan (New York), est un journaliste, essayiste et écrivain américain.

## Biographie
Originaire de Virginie, Tom Wolfe est le fils d'un père rédacteur en chef d'une revue agricole professionnelle et politiquement conservateur. Bien qu'admis à l'université de Princeton, il préfère s'inscrire à l'université Washington et Lee (dont il reçoit dans les années 1970 un doctorat honoris causa), plus proche de chez lui. Il passe ensuite un doctorat en études américaines à l'université Yale analysant l'influence communiste sur les écrivains américains de 1928 à 1942. Il s'y montre tellement critique que ses professeurs l'obligent à en édulcorer une partie.
Après avoir travaillé à partir de 1956 au Springfield Union (Massachusetts), il rejoint en 1958 le Washington Post, dont il est le correspondant à La Havane (Cuba). Il poursuit à New York une carrière de journaliste et d'essayiste. Il collabore notamment au New York Herald Tribune, Esquire Magazine ou à Rolling Stone. Dans les années 1960, il devient (avec Norman Mailer, Truman Capote, Gay Talese, Joan Didion, Hunter S. Thompson) l'un des créateurs du mouvement appelé le « Nouveau Journalisme », aux États-Unis. Ses reportages et ses articles présentent une critique implicite de différents aspects de la société américaine ; il confronte notamment la classe aisée de New York aux couches populaires de l'Amérique profonde, examinant ces deux mondes).
Il devient célèbre au milieu des années 1960, en particulier après sa participation au Tonight Show de Johnny Carson.
Il commence l'écriture par des récits à mi-chemin entre le journalisme et la littérature comme L'Étoffe des héros, Acid Test et Le Gauchisme de  Park Avenue qui le font connaître du grand public dans les années 1970. Avec Le Mot peint (1975), il se moque de l'art moderne. Dans L'Étoffe des héros (1979), il décrit en parallèle l'odyssée des pionniers de la conquête spatiale américaine des années 1940 aux années 1960 et celle des avions fusées pilotés par les pilotes d'essais. Ce récit dépeint toute une époque marquée par la guerre froide et par la description de la vie quotidienne des pilotes et des premiers astronautes américains, héros d'un pays au sommet de sa puissance. "Mon livre L’Etoffe des héros ne parlait pas tant de la conquête de l’espace, que d’une compétition virile entre pilotes. C’est pour cela qu’il a plu. C’est la psychologie des personnages qui a séduit", dit-il en interview.
Tom Wolfe est lauréat de plusieurs prix de journalisme. Il se compose une allure excentrique avec un costume blanc, un chapeau à larges bords et des Richelieu balmoral bicolores. Un accoutrement décalé qui en fait un habitué des plateaux télévisés où sa prestation est toujours remarquée.
Au fil du temps, ses critiques ont fini par révéler un certain conservatisme, ce que Wolfe ne nie pas. Une expression plus ouverte se loge cependant dans son œuvre romanesque qui débute à la fin des années 1980. Son premier roman, Le Bûcher des vanités (The Bonfire of Vanities) (1987), devient un succès mondial. Le livre se vend à 750 000 exemplaires en édition originale aux États-Unis (en comptant les éditions de poche, le total des ventes est estimé à 2 millions). Les yuppies de Wall Street avec leurs tics et leurs angoisses sont la cible de ce roman dramatique et satirique. Tom Wolfe parle aussi de tous les codes sociaux de New York et des États-Unis de la fin du XXe siècle : la question du racisme y est abordée sur le mode allusif et le rapport dominant-dominé est subtilement analysé. Tout démarre avec l'erreur commise par un yuppie qui se trompe de sortie d'autoroute avec sa maîtresse et qui échoue dans un quartier défavorisé.
Son deuxième roman, Un homme, un vrai (A Man in Full), dépeint les tensions raciales sous-jacentes dans la ville d'Atlanta, dans le Sud des États-Unis. C'est une grande fresque qui fait une description féroce de la upper society blanche et ses vanités insupportables. Elle décrit aussi les Noirs de la bourgeoisie et du prolétariat tout en faisant une incursion dans les milieux des « petits Blancs », employés ou ouvriers, ou dans l'univers carcéral. Les deux personnages centraux, dont les destins s'entrecroisent, sont un gros entrepreneur de l'immobilier en passe de faire faillite et le petit employé d'une de ses firmes qui va jouer un rôle décisif dans sa destinée.
Son troisième roman, Moi, Charlotte Simmons (I Am Charlotte Simmons), paru en 2004 et traduit en français en 2006, offre une image réaliste de la vie sur le campus d'une grande université américaine. À travers l'arrivée d'une jeune fille d'origine modeste dans une prestigieuse université, ce roman dresse le constat pessimiste d'un système gangrené par le laxisme des professeurs, l'alcoolisme débridé et le matérialisme cynique des étudiants.
Son quatrième roman Bloody Miami (Back to Blood) analyse les rapports entre les différentes communautés de Miami, marquées par les oppositions entre les Cubains, les Blancs, les Haïtiens et les Afro-Américains.
Tom Wolfe fonde son œuvre sur de longs romans touffus et très documentés ; il passe des mois dans les endroits qui servent de décor à ses futurs romans et recueille des centaines de témoignages. Il n'a jamais caché l'influence qu'ont exercée sur lui Charles Dickens, John Steinbeck, Honoré de Balzac, et dans une interview de 2004, il déclare que son « idole » est Émile Zola pour sa description de la société de son époque, son réalisme sans indulgence et sa sincérité sans concession. Tom Wolfe est particulièrement porté aux descriptions et aux dialogues évocateurs. Il aime utiliser des onomatopées ou des effets sonores pour rythmer ses récits.
Considéré comme un conservateur ou même un réactionnaire (il a pris parti pour George W. Bush et a déclaré qu'il avait voté pour lui en 2004), se proclamant « seul écrivain américain à être républicain », Wolfe dépeint pourtant un monde gangrené par la corruption ainsi que par les ambitions personnelles dans des livres où il n'épargne pas plus ses amis politiques supposés que leurs adversaires, qui sont souvent des fantoches médiatiques (A Man in Full). Il constate la décadence irrémédiable d'une civilisation, où la transmission du savoir n'est plus assurée par les universités, même les plus prestigieuses (la fictive mais si vraisemblable Dupont University dans I Am Charlotte Simmons), par la faute d'un système qui donne la priorité au paraître et impose des normes de conduite fondées sur la satisfaction immédiate des désirs primaires du plus grand nombre (paresse, priorité aux résultats sportifs, sexe, drogue, boisson dans Charlotte Simmons). Sa critique dépasse largement les clivages politiques : il admire Zola dont il dit que c'est « un homme de la gauche », mais « qu'il y a rencontré un grand nombre d'hommes ivrognes, ambitieux, paresseux et malfaisants : Zola était simplement incapable de dire un mensonge - et n'y avait aucun intérêt ».
Tom Wolfe décède le 14 mai 2018 après avoir été hospitalisé plusieurs jours pour une infection. Il était âgé de 88 ans.

### Vie privée
Tom Wolfe est marié à Sheila Wolfe, ancienne directrice artistique au Harper's Bazaar.

## Œuvre

### Romans
- 1987 : Le Bûcher des vanités (The Bonfire of the Vanities)
- 1998 : Un homme, un vrai (A Man in Full)
- 2004 : Moi, Charlotte Simmons (I Am Charlotte Simmons)
- 2013 : Bloody Miami (Back to Blood)

### Journalisme et essais
- 1968 : Acid Test (The Electric Kool-Aid Acid Test) ; trad. Daniel Mauroc, Paris, Seuil, 1975
- 1970 : Le Gauchisme de Park Avenue (Radical Chic & Mau-Mauing the Flak Catchers)
- 1975 : Le Mot peint (en) (The Painted Word)
- 1979 : L'Étoffe des héros (The Right Stuff)
- 1981 : Il court, il court le Bauhaus : Essai sur la colonisation de l'architecture (From Bauhaus to Our House), Paris, Les Belles Lettres, 2012)
- 1985 : Sam et Charlie vont en bateau
- 1997 : Embuscade à Fort Bragg (Ambush at Fort Bragg)
- 2000 : Où est votre stylo ?, Chroniques d'Amérique et d'ailleurs (Hooking Up), Paris, Robert Laffont, 2016.
- 2016 : Le Règne du langage (The Kingdom of Speech) Paris, Robert Laffont, 2017

## Adaptations

### Cinéma
- The Last American Hero (1973) réalisé par Lamont Johnson s'inspire d'articles écrits par Tom Wolfe.
- L'Étoffe des héros (1983) réalisé par Philip Kaufman s'inspire du livre homonyme.
- Le Bûcher des vanités (1990) réalisé par Brian De Palma est adapté du roman homonyme.

### Télévision
- L'Étoffe des héros, une série télévisée, créée par Mark Lafferty et diffusée sur Disney+ entre le 9 octobre 2020 et le 20 novembre 2020, est adaptée du roman homonyme.
- Un homme, un vrai : mini-série télévisée diffusée sur Netflix en 2024 avec Diane Lane et Jeff Daniels, adaptée du roman homonyme.

### Opéra
- Bonfire of the Vanities, un opéra sur un livret de Michael Bergmann et une musique de Stefania de Kenessey connaît sa première à New York le 9 octobre 2015.